# Overholt Plantage
Overholt Plantage ligger ved landevejen Hammel-Silkeborg mellem Skannerup og Voel. Overholt omfatter et areal på 76 ha, hvoraf langt den overvejende del ligger nord for landevejen. Beplantningen består mest af nåletræ, men der er også mindre områder med løvtræ.
Overholt Plantage blev startet i 1908 på initiativ af en række driftige lokale bønder. De stiftede samme år Interessentskabet Overholt Plantage, der med 14 anpartshavere opkøbte de dengang lyngklædte jorder og påbegyndte beplantningen. Skoven ejes fortsat af interessentskabet. De fleste af de 14 anparter er gået i arv til efterkommere af dem der grundlagde skoven.
Skoven er altid blevet drevet efter forstmæssige principper – først ved ejernes egen eller lokal arbejdskraft. I de seneste årtier har Hedeselskabet stået for driften. 
Skovdrift kaster ikke meget af sig. Selvom der næsten hvert år skoves tømmer eller klippes pyntegrønt, skal skovens reelle udbytte i høj grad hentes i form af herlighedsværdier og de rekreative oplevelser en tur i skoven giver.
I de senere år er der af samme grund lagt vægt på disse forhold ved valg beplantning, opsætning af bænke, anlæg af stier m.v.